# Cencio I Frangipane
Cencio I Frangipane (1040 circa) è stato un nobile romano della famiglia Frangipane della seconda metà dell'XI secolo. Fu console romano.

## Biografia
I suoi genitori sono citati per la prima volta nel 1066, quando apparve come "Cencio, uomo magnifico, figlio di Giovanni de Imperator" (in latino: Cencio vir magnificus filio quondam Johannes de Imperator). Suo padre fu Giovanni Sardo de Imperator. Nel 1039, tre fratelli, Leone, Bernardo e Bona lasciarono una donazione a Santa Maria Novella come "figli di Pietro Frangipane de Imperator" (in latino: filii quondam Petri Frajapane de Imperator). Pietro fu il primo membro noto della famiglia e portò chiaramente due cognomi. Leone, suo figlio, ebbe due figli, Roberto e Giovanni, quest'ultimo padre di Cencio. Giovanni e Roberto furono noti solo con il loro cognome Imperator, sebbene Cencio usasse Frangipane.
Cencio iniziò la sua carriera come sostenitore della riforma gregoriana. La sua firma compare su un documento di Papa Niccolò II che investì l'abate Bernardo di Farfa dei castelli di Tribuco e di Arce. Il vescovo di Alba, Benzone, militante imperialista, registrò nel suo Ad Heinricum imperatorem libri VII che Cencio si adoperò per influenzare l'elezione di Alessandro II nel 1061. Nonostante gli sforzi, il 25 dicembre 1075 Papa Gregorio VII fu rapito e imprigionato da Cencio mentre officiava in Santa Maria Maggiore. Il papa fu liberato dal popolo, ma accusò l'imperatore Enrico IV di essere la mente regista dietro il tentativo. L'evento è spesso citato come l'inizio della lotta per le investiture.
Nel 1080, la Chronica di Montecassino si riferì a Cencio come "console dei romani" (in latino: Cencius Romanorum consul). Nel 1084, quando Enrico assediò Roma, Cencio sostenne papa Gregorio e negoziò la resa con i Normanni di Roberto il Guiscardo, permettendo il saccheggio della città come ricompensa per averla salvata da Enrico, ma preservando la libertà del papa e la città papale.
Nell'elezione del 1085, Cencio propose come candidato Oddone di Lagery e futuro Papa Urbano II. Tuttavia, gli elettori scelsero Desiderio di Montecassino come Vittore III. Cencio e Vittore non furono in buoni rapporti, ma partecipò con i Normanni nel Concilio di Capua nel marzo 1087, in cui Vittore fu confermato papa.
Cencio fu menzionato per l'ultima volta nel novembre 1102 assistendo Matilde di Canossa nella donazione dei suoi beni.